# Hot Stuff
Hot Stuff är ett rockabillyband från Schweiz som bildades 1986. Max Dolder och Walter Thut startade bandet tillsammans med trummisen Paul Burkhalter. De spelade i 6 år innan sångaren Simon Walty gick med.

## Diskografi
- Only for Hepcats
- Rockin' At Daddy's Bungalow
- The Rockabilly Quartet